# Difusión de innovaciones

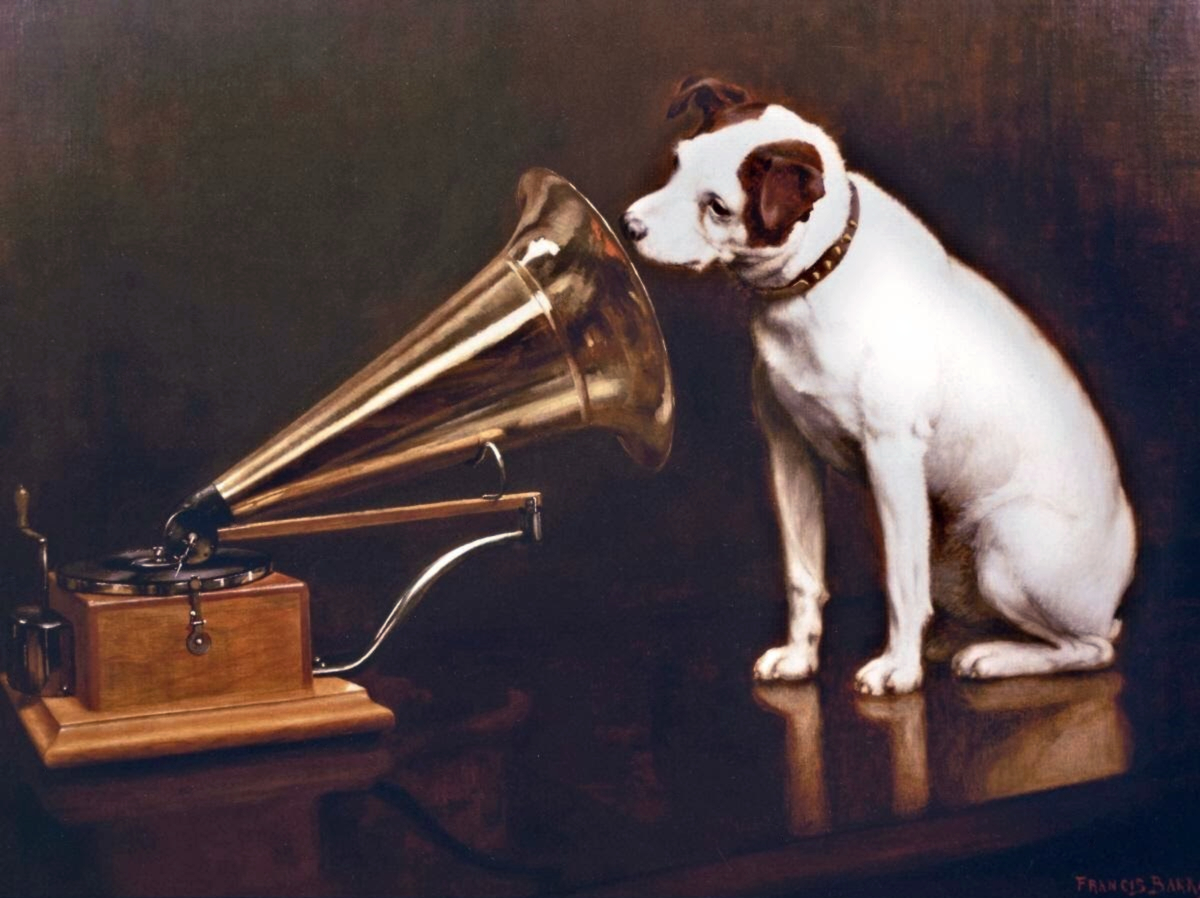
La difusión de innovaciones es una teoría que explica los procesos de divulgación de nuevas noticias en diferentes sociedades.

La difusión de innovaciones es una teoría sociológica que pretende explicar cómo, por qué y a qué velocidad se mueven las nuevas ideas (y tecnologías) a través de las diversas culturas. El concepto fue estudiado por primera vez por el sociólogo francés Gabriel Tarde (1890) y por los antropólogos alemanes y austriacos Friedrich Ratzel y Leo Frobenius. Su idea aplicada inicialmente a la epidemiología en términos de influencia-interna fue formulada por H. Earl Pemberton. La idea es entendida como una explicación acerca de cómo una innovación es comunicada a través de ciertos canales, a través del tiempo, entre los miembros de un sistema social y cómo esta 'nueva idea' es aceptada y divulgada entre sus miembros de la red social. La teoría fue muy popular gracias al texto escrito por Everett Rogers (1962), Diffusion of Innovations. Se trata de un tipo especial de comunicación en el que los mensajes corresponden a nuevas ideas, su aplicación se hizo muy popular en el área de mercadotecnia. 

## Historia

Gráfico de la teoría de difusión de innovaciones.

La investigación de la teoría de la innovación comenzó entre las décadas de los años cuarenta y cincuenta. Algunos de los estudios iniciales comenzaron con la investigación de difusión de innovaciones en agricultura en sociedades agrícolas. Muchas de estas ideas en diferentes campos dieron lugar a que Everett Rogers publicara en 1962 un libro titulado: Diffusion of Innovations. Un siglo antes en Europa el sociólogo Gabriel Tarde emitió una teoría similar que denominó la "Ley de imitación". El concepto de Tarde es entendido en la teoría de innovaciones la imitación como adopción. Otro de los padres de la teoría fue el sociólogo Georg Simmel que describió la difusión de noticias en redes homofílicas.

## Principios de la teoría
El principal elemento es la innovación, que es definida por Rogers como «una idea, práctica u objeto que es percibido por un individuo como nuevo». De esta forma si un individuo percibe la idea como nueva, dentro de esta teoría esa idea es una innovación. La novedad de la idea comunicada se plantea dentro del ámbito de la difusión de innovaciones en términos de conocimiento, de persuasión, o decisión acerca de su adopción. La adopción de una innovación es clave en la teoría, debido a que resulta ser un tema de incertidumbre (Siendo la incertidumbre la probabilidad asociada un número de alternativas, tal y como las percibe un observador) y de esta forma la divulgación de una innovación tiende a reducir la incertidumbre. De alguna forma la difusión de innovaciones es entendida como un cambio social, al ser propagadas las innovaciones o noticias, al ser aceptadas (o rechazadas) las estructuras sociales sufren cambios a consecuencia del acto de difusión. 
La difusión se entiende como una forma especial de comunicación en la que los miembros de un sistema social se transmiten nuevas ideas. La novedad en la comunicación de la idea es lo que proporciona a la difusión un carácter especial. Como la difusión entendida como el proceso por el cual una innovación es comunicada a través de ciertos canales a lo largo del tiempo entre los miembros de un sistema social, cabe tener en cuenta cada uno de los elementos definidos.

### Innovación
La innovación en la teoría consiste en una idea, práctica u objeto que es percibida por un individuo como algo nuevo. El concepto de innovación es puramente subjetivo dentro del individuo, y cuando la innovación se le comunica se encuentra con la opción de aceptarla o rechazarla. Una innovación implica en el individuo una nueva fuente de conocimiento.
El proceso de decisión ante la posibilidad de aceptar una innovación es fundamentalmente una actividad de procesamiento de información y una motivación individual para reducir la incertidumbre sobre las posibles ventajas/desventajas de la innovación. La innovación suele tener unos atributos percibidos por el observador que le permiten decidir si adoptarlo o no.

### Categorías de adoptantes
En la teoría de difusión se distingue entre los individuos que aceptan las innovaciones en los primeros instantes de su emisión y aquellos que lo hacen en etapas posteriores. En este sentido, se establecen cinco categorías de adoptantes en función del tiempo que requieren los individuos para adoptar una innovación. Las categorías de adoptantes son: los innovadores, los primeros adoptantes, la mayoría precoz, la mayoría rezagada y los tradicionales. 

### Canales de comunicación
La comunicación es el proceso por el cual los individuos crean y comparten información entre ellos con el objeto de llegar a una comprensión mutua. La difusión, entendida bajo la teoría, es un tipo particular de comunicación en el que el mensaje corresponde a una noticia o novedad. El canal en la teoría de comunicación es el medio por el que se transmite la innovación de un individuo a otro. Los medios de comunicación masivos son en la actualidad los medios más rápidos de difusión de innovaciones, los medios de relación interpersonal (el cara a cara) los más efectivos.[cita requerida] En los medios de comunicación interpersonal se encuentran las relaciones de homofilia, es decir, el grado por el cual uno o más individuos interaccionan con ciertos atributos como puede ser las creencias, la educación, el estatus socioeconómico, etc. La tendencia es que las noticias se propaguen en los medios interpersonales mediante relaciones de homofilia, siendo, por el contrario, impedantes en los medios de relación heterofílica (opuesto a homofilia).

### Tiempo
El tiempo es otro elemento a tener en cuenta en la teoría. La velocidad con la que una innovación es aceptada en un sistema social es un índice de su aceptabilidad en esa sociedad. Es la denominada velocidad de adopción que se mide como una velocidad relativa (número de individuos que aceptan la innovación adoptándola) hasta que un cierto porcentaje de la población adopte la innovación. Si se representa el número de individuos que adoptan la idea en una gráfica de frecuencia acumulada a lo largo del tiempo, el resultado puede ser una curva con forma de «S». Esta curva puede alcanzar una asíntota que viene a indicar cuando el proceso de difusión de innovaciones ha finalizado. Las innovaciones que se propagan rápido poseen una forma en S alargada, mientras que las innovaciones más resistentes a ser aceptadas poseen una forma más comprimida. La velocidad de adopción de una innovación depende igualmente del sistema social, diferentes sistemas sociales poseen diversas velocidades de adopción para una misma innovación.

### Sistema social
Un sistema social puede ser entendido como un conjunto de individuos interrelacionados, de alguna forma se trata de una red social. Los miembros del sistema social pueden ser individuos o grupos, organizaciones o subsistemas. La topología de la red influye en la difusión de la novedad, por ejemplo en una estructura social de red libre de escala una innovación puede ser divulgada fácilmente al ser aceptada por los hubs (líderes) de la misma.

## El proceso de decisión
La recepción de la innovación por un individuo genera una necesidad de tomar una decisión acerca de si se debe, o no de adoptar. El proceso de toma de decisión no es un acto instantáneo, es muy por el contrario un proceso que ocurre a lo largo del tiempo y que transcurre a lo largo de cinco actividades. La mayoría de los investigadores en la teoría de la difusión mencionan estos cinco pasos por los que suele pasar un individuo a la hora de adoptar/rechazar una innovación dada. 
1. Conocimiento - Es el primer paso del proceso y comienza cuando el individuo tiene en conocimiento la existencia, no sólo de la innovación, sino que también de cómo funciona. Esta etapa es importante en la distinción de individuos que adoptan en etapas tempranas de la difusión, con respecto a los que las adoptan en etapas ya más maduras.
2. Persuasión - En esta etapa el individuo se forma una opinión favorable, o desfavorable acerca de la innovación.
3. Decisión - Es la etapa en la que el individuo inicia una serie de actividades con el objeto de adoptar, o rechazar la innovación. Si decide rechazarla, las dos etapas posteriores no se ejecutan.
4. Implementación - Tras aceptar la innovación, la pone en uso dentro de las actividades cotidianas.
5. Confirmación  - Es una actividad en la que un individuo busca refuerzo sobre la decisión ya tomada.